# Episodi di Tutti mentono (seconda stagione)
La seconda stagione della serie televisiva Tutti mentono (Todos mienten), composta da 6 episodi, è stata pubblicata in prima visione in Spagna sulla piattaforma di streaming Movistar Plus+ dal 14 dicembre 2023 all'11 gennaio 2024.
In Italia la stagione è inedita.
| nº | Titolo     | Pubblicazione Spagna | Prima TV Italia |
| -- | ---------- | -------------------- | --------------- |
| 1  | Episodio 1 | 14 dicembre 2023     | inedita         |
| 2  | Episodio 2 | 14 dicembre 2023     | inedita         |
| 3  | Episodio 3 | 21 dicembre 2023     | inedita         |
| 4  | Episodio 4 | 28 dicembre 2023     | inedita         |
| 5  | Episodio 5 | 4 gennaio 2024       | inedita         |
| 6  | Episodio 6 | 11 gennaio 2024      | inedita         |

## Episodio 1
- Diretto da: Pau Freixas
- Scritto da: Pau Freixas, Èric Navarro ed Eva Santolaria

## Episodio 2
- Diretto da: Pau Freixas
- Scritto da: Pau Freixas, Pol Cortecans ed Eva Santolaria

## Episodio 3
- Diretto da: Pau Freixas
- Scritto da: Pau Freixas

## Episodio 4
- Diretto da: Pau Freixas
- Scritto da: Pau Freixas

## Episodio 5
- Diretto da: Pau Freixas
- Scritto da: Pau Freixas

## Episodio 6
- Diretto da: Pau Freixas
- Scritto da: Pau Freixas